# Lytta variabilis
Lytta variabilis är en skalbaggsart som först beskrevs av Dugès 1869.  Lytta variabilis ingår i släktet Lytta och familjen oljebaggar. Inga underarter finns listade i Catalogue of Life.